# Tajikistan-Airlines-Flug 3183
Tajikistan-Airlines-Flug 3183 war ein internationaler Charterflug der Tajikistan Airlines von Duschanbe nach Schardscha, der Hauptstadt des gleichnamigen Emirats Schardscha in den Vereinigten Arabischen Emiraten (VAE), bei dem am 15. Dezember 1997 eine Tupolew Tu-154B-1 13 Kilometer vor dem Zielflughafen ins Gelände geflogen wurde. Unter den 79 Passagieren und sieben Besatzungsmitgliedern gab es einen Überlebenden.

## Flugzeug
Die Tupolew Tu-154B-1 trug die Seriennummer 78A-281 und absolvierte ihren Erstflug im Jahr 1978.

## Flugverlauf
Nachdem das Flugzeug den Luftraum der Vereinigten Arabischen Emirate erreicht hatte, kontaktierte die Besatzung die Flugsicherung des Flughafens in Dubai. Dieser war für den Nachbarflughafen zuständig, da der Flughafen in Schardscha kein Überwachungsradar besaß. Sie erhielt Anweisungen zum Sinken und zur Kursänderung. Auf einer Höhe von 3460 Fuß wies die Flugsicherung die Piloten an, auf 1500 Fuß zu sinken. Wenig später geriet das Flugzeug in Turbulenzen. In einer Entfernung von 16 Kilometern vom Flughafen erreichte das Flugzeug die vorgegebene Höhe von 1500 Fuß, dies wurde den Lotsen allerdings nicht mitgeteilt. Bei einer Geschwindigkeit von 400 km/h wurde das Fahrwerk ausgefahren. Auf einer Höhe von 690 Fuß geriet die Tupolew erneut in Turbulenzen. Die Piloten konzentrierten sich auf den Endanflug und ließen hierbei den Höhenmesser außer Acht. Kurz darauf bemerkte ein Besatzungsmitglied die zu niedrige Höhe. Ungefähr 13 Kilometer vor der Landebahn schlug die Maschine auf und geriet in Brand. Von den 86 Insassen überlebten 85 den Aufprall und das folgende Feuer nicht.

## Untersuchung
Die Untersuchung ergab, dass die Besatzung die von der Flugsicherung vorgegebene Höhe nicht einhielt und deshalb in den Boden flog. Weiterhin trugen die Turbulenzen zum Unfall bei.

## Opfer
Alle 85 Opfer stammten aus der tadschikischen Stadt Chudschand.